# Perpignan
Perpignan (katalánul: Perpinyà) nagyváros Franciaország délkeleti részén, Okcitánia régióban, Pyrénées-Orientales megye székhelye (prefektúra). A kontinentális Franciaország legdélibb nagyvárosa, amely a tengerparti síkságot magába foglaló Roussillon tájegység központja, sok vonatkozásban már a szomszédos Katalóniával rokon. A település egy újonnan kialakult és rendkívül népszerű tengerparti üdülőkörzet központja. Franciaország kulturális és történelmi városa címet viseli.

## Földrajz

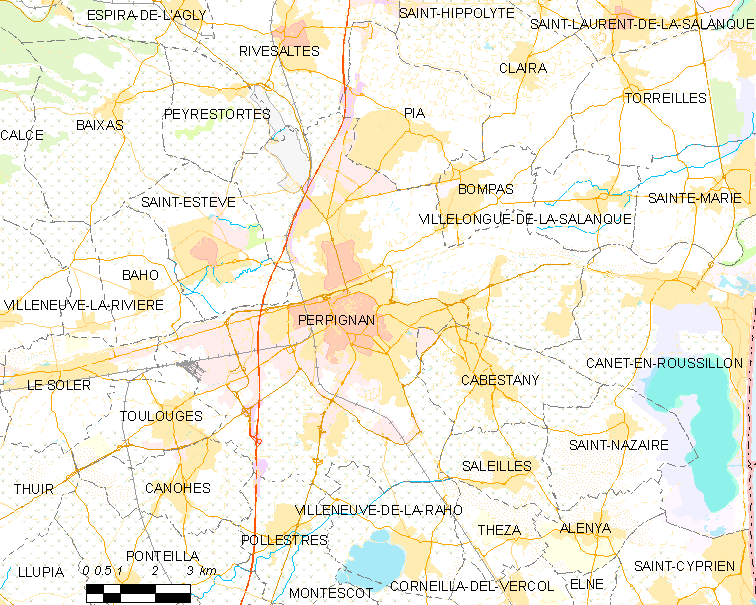
Perpignan

## Története
Már a rómaiak is kikötőt létesítettek az akkor még tengerparti városnál. A középkorban Roussillon Grófság székhelyeként Katalóniához tartozott, de miután a XIII-XIV. században Mallorca királyai viselték a Rousillon grófja címet, így 1276–1344 között e királyság kontinentális területeinek lett a székhelye. A XV. században átmenetileg francia kézre jutott, de azután visszakerült az Aragón Korona Országainak birtokába. Csak a XVII. században lett véglegesen francia birtok, 1659-ben az úgynevezett Pireneusi béke véglegesítette Franciaország uralmát a hegyláncig terjedő partvidéken. A katalán hagyomány azonban mindmáig érezhető, a lakosok jelentékeny része beszéli a katalán nyelvet, nyaranta az utcákon, tereken a „sardana” katalán tánc muzsikáját játssza az alkalmi „cobla”, a néphangszerekből alakult zenekar.

## Demográfia
| Év   | Lakosság |
| ---- | -------- |
| 1793 | 9 134    |
| 1800 | 10 415   |
| 1806 | 12 499   |
| 1821 | 14 864   |
| 1831 | 17 114   |
| 1841 | 20 792   |
| 1846 | 22 706   |
| 1851 | 21 783   |
| 1856 | 23 301   |

| Év   | Lakosság |
| ---- | -------- |
| 1861 | 23 462   |
| 1866 | 25 264   |
| 1872 | 27 378   |
| 1876 | 28 353   |
| 1881 | 31 735   |
| 1886 | 34 183   |
| 1891 | 33 878   |
| 1896 | 35 088   |

| Év   | Lakosság |
| ---- | -------- |
| 1901 | 36 157   |
| 1906 | 38 898   |
| 1911 | 39 510   |
| 1921 | 53 742   |
| 1926 | 68 835   |
| 1931 | 73 962   |
| 1936 | 72 207   |
| 1946 | 74 984   |

| Év   | Lakosság |
| ---- | -------- |
| 1954 | 70 051   |
| 1962 | 83 025   |
| 1968 | 102 191  |
| 1975 | 106 426  |
| 1982 | 111 669  |
| 1990 | 105 983  |
| 1999 | 105 115  |
| 2006 | 117 500  |
| 2010 | 117 419  |

## Látnivalók
- Castillet – a régi belváros, egykori falait lerombolták, megmaradt a régi városkapu és erődítmény, az 1368-1483 között létesült, a városkaput védelmező bástya-erőd, amely Perpignan régi címerében szerepelt. A téglából épített erőd belsejében található a Casa Pairal, a helyi népművészeti és helytörténeti múzeum. A place de la Loge tér közepén Vénusz szobra áll.
- Loge de Mer – a díszes palota egykor a [[tőzsde] volt, sarkánál hajó formájú szélkakas áll. Az épület 1397-ből származik.
- Hotel de Ville – a régi városháza, egy része XV. századi. A homlokzaton három bronzkar látható, ezek valaha fáklyatartók voltak, de egyben a lakosságnak azt a három csoportját jelképezik, amelyik a városi tisztségviselők választására volt jogosult. Belső udvarában a la Méditerranée szoborcsoport látható.
- Palais de la Députation – XV. századi, az aragóniai királyok korában létezett helyi katalán képviselet székháza volt.
- Maison Julia – a város kevés megmaradt középkori magánházainak egyike, gótikus szílusban épült a XIV. században.
- Cathédrale St-Jean – 1324-ben kezdték el építeni a város főtemplomát, de csak 1509-ben szentelték fel, közben a tervezett háromhajós épületet egyetlen hajóssá alakították át. A bejárat elé a XVII. században építették a kupolás kis csarnokot. A főoltáron Keresztelő Szent János, a város védszentjének szobra látható, Claude Perret XVII. századi alkotása.
- Église St-Jacques – a templom két részletben épült, első része a 14., második a 18. században. Nagypéntek délutánján innen indul a bűnbánók körmenete, a Procession des Mystéres, a menetet a Confrérie de la Sanch, vagyis a Szent Vér bűnbánó társasága szervezi 1426 óta.
- Musée Rigaud – XVII. századi palota, gazdag gyűjteményében több festmény található Hyacinthe Rigaud-tól, aki a város szülötte és a XVII-XVIII. század fordulóján népszerű portréfestő volt, a Napkirály udvari festője.
- Palais des Rois de Majorque – citadella, a mindössze 68 évig fennálló Majorcai Királyság idején épült, ez a királyság Roussillon területe mellett Montpellier városára és a Baleár-szigetekre terjesztette ki hatalmát. Az építkezés 1276-ban kezdődött s akkor fejeződött be, amikor a királyság megszűntével a vár birtokosai az aragóniai királyok lettek.

## Híres szülöttei
- Hyacinthe Rigaud (1659–1743) katalán festő, a Napkirály udvari festője
- François Arago (1786–1853) francia fizikus, csillagász, politikus,
- Valentin Magnan (1835–1916) francia pszichiáter.

## Itt jártak
- Zsigmond magyar király 1415-ben itt találkozott I. (Antequerai) Ferdinánd aragón királlyal és XIII. Benedek avignoni (ellen)pápával, hogy a nagy nyugati egyházszakadást megszüntesse.

## Galéria
|  |  |  |

## Testvérvárosok
- – Hannover, 1960 óta.
- – Lancaster, 1962 óta.
- – Lac Charles, 1991 óta.
- – Sarasota, 1995 óta.
- – Tyre, 1997 óta.

Partnervárosok:
- – Ma'alot-Tarshiha, 1998 óta.
- – Tavira, 2001 óta.
- – Berkane

## Éghajlat
| Hónap                                                                     | Jan. | Feb. | Már. | Ápr. | Máj. | Jún. | Júl. | Aug. | Szep. | Okt. | Nov. | Dec. | Év   |
| ------------------------------------------------------------------------- | ---- | ---- | ---- | ---- | ---- | ---- | ---- | ---- | ----- | ---- | ---- | ---- | ---- |
| Átlagos max. hőmérséklet (°C)                                             | 12,4 | 13,2 | 16,0 | 18,2 | 21,8 | 26,2 | 29,2 | 28,9 | 25,4  | 21,0 | 15,9 | 13,1 | 20,2 |
| Átlagos min. hőmérséklet (°C)                                             | 4,4  | 4,9  | 7,4  | 9,4  | 12,9 | 16,8 | 19,4 | 19,3 | 16,0  | 12,6 | 8,1  | 5,1  | 11,4 |
| Átl. csapadékmennyiség (mm)                                               | 65   | 50   | 40   | 59   | 47   | 25   | 12   | 26   | 38    | 76   | 59   | 59   | 558  |
| Havi napsütéses órák száma                                                | 141  | 161  | 210  | 218  | 236  | 269  | 298  | 267  | 222   | 168  | 149  | 126  | 2465 |
| Forrás: Météo France , Infoclimat.fr (humidity and snowy days, 1961–1990) |      |      |      |      |      |      |      |      |       |      |      |      |      |